# Marianismo
Der Marianismo, im soziologischen Sinne, wird als ein Stereotyp verstanden, das sich vom katholischen Kult der Marienverehrung ableitet und in Lateinamerika als „die Gegenerscheinung zum Machismo“ erscheint.

## Herkunft
Das Konzept stammt aus der anthropologischen Literatur und diente der Beschreibung des weiblichen Verhaltens in lateinamerikanischen Kulturen. Frauen sind nach diesem Konzept Männern spirituell überlegen und nehmen zum Wohl der Familie extreme Opfer auf sich. Durch diese Aufopferung gewinnen Frauen in traditionellen Gesellschaften Respekt und Bewunderung. Das zu Grunde liegende Rollenideal entspricht dem Marias, mit starker Wertschätzung von Jungfräulichkeit und Keuschheit. Der gesellschaftliche Status der Frau erhöht sich durch die Mutterschaft.
Im feministischen Diskurs wurde der Begriff von der amerikanischen Autorin Evelyn P. Stevens geprägt und wird in der Literatur des Öfteren verwendet. Stevens zufolge ist

„..der Marianismo ein Kult auf die Überlegenheit der weiblichen Spiritualität, welcher die Weiber als Halbgöttinnen betrachtet, moralisch überlegen und spirituell stärker als die Männer. Diese spirituelle Kraft ruft eine Selbstverleugnung hervor, das heißt, die unerschöpfliche Kraft der Güte und der Opferbereitschaft.“